# Liga Europa da UEFA de 2020–21 – Fase Final
A Fase Final da Liga Europa da UEFA de 2020–21 será disputada entre 18 de fevereiro de 2021 e 26 de março de 2021, dia da final que será disputada no Stadion Energa Gdańsk, em Gdansk, Polônia. Um total de 32 equipes participarão nesta fase.

## Calendário
| Fase       | Rodada           | Data do sorteio         | Partida de ida                                                   | Partida de volta                                                 |
| ---------- | ---------------- | ----------------------- | ---------------------------------------------------------------- | ---------------------------------------------------------------- |
| Fase Final | Dezesseis Avos   | 14 de Dezembro de 2020  | 18 de Fevereiro de 2021                                          | 25 de Fevereiro de 2021                                          |
| Fase Final | Oitavas de Final | 26 de Fevereiro de 2021 | 11 de Março de 2021                                              | 18 de Março de 2021                                              |
| Fase Final | Quartas de Final | 19 de março de 2021     | 8 de Abril de 2021                                               | 15 de Abril de 2021                                              |
| Fase Final | Semifinais       | 19 de março de 2021     | 29 de Abril de 2021                                              | 6 de Maio de 2021                                                |
| Fase Final | Final            | 19 de março de 2021     | 26 de Maio de 2021 no Stadion Energa Gdańsk, em Gdansk, Polônia. | 26 de Maio de 2021 no Stadion Energa Gdańsk, em Gdansk, Polônia. |

## Equipes classificadas
| Chave de cores                                       |
| ---------------------------------------------------- |
| Cabeças de chave para a fase de 16-avos de final     |
| Não cabeças de chave para a fase de 16-avos de final |

#### Fase de grupos da Liga Europa
| Grupo | Líderes de grupo | Vice-líderes de grupo |
| ----- | ---------------- | --------------------- |
| A     | Roma             | Young Boys            |
| B     | Arsenal          | Molde                 |
| C     | Bayer Leverkusen | Slavia Praha          |
| D     | Rangers          | Benfica               |
| E     | PSV Eindhoven    | Granada               |
| F     | Napoli           | Real Sociedad         |
| G     | Leicester        | Braga                 |
| H     | Milan            | Lille                 |
| I     | Villarreal       | Maccabi Tel Aviv      |
| J     | Tottenham        | Antwerp               |
| K     | Dínamo Zagreb    | Wolfsberger           |
| L     | Hoffenheim       | Estrela Vermelha      |

#### Fase de grupos da Liga dos Campeões
| Grupo | Equipa            | Pts | J | V | E | D | GM | GS | DG |
| ----- | ----------------- | --- | - | - | - | - | -- | -- | -- |
| H     | Manchester United | 9   | 6 | 3 | 0 | 3 | 15 | 10 | +5 |
| F     | Brugge            | 8   | 6 | 2 | 2 | 2 | 8  | 10 | –2 |
| B     | Shakhtar Donetsk  | 8   | 6 | 2 | 2 | 2 | 5  | 12 | –7 |
| D     | Ajax              | 7   | 6 | 2 | 1 | 3 | 7  | 7  | 0  |
| E     | Krasnodar         | 5   | 6 | 1 | 2 | 3 | 6  | 11 | –5 |
| A     | Red Bull Salzburg | 4   | 6 | 1 | 1 | 4 | 10 | 17 | –7 |
| G     | Dínamo de Kiev    | 4   | 6 | 1 | 1 | 4 | 4  | 13 | –9 |
| C     | Olympiacos        | 3   | 6 | 1 | 0 | 5 | 2  | 10 | –8 |

Fonte: 
Regras para classificação: 1) Pontos; 2) Saldo de gols; 3) Gols marcados; 4) Gols marcados fora de casa; 5) Vitórias; 6) Vitórias fora de casa; 7) Pontos de disciplina; 8) Coeficiente de clube (UCL Regulations Article 16.04).

## Fase de 16-avos
O sorteio foi realizado no dia 14 de dezembro de 2020. As partidas de ida serão realizadas no dia 18 de fevereiro e as partidas de volta no dia 25 de Fevereiro de 2021.
| Equipe 1          | Total | Equipe 2          | 1.º jogo | 2.º jogo |
| ----------------- | ----- | ----------------- | -------- | -------- |
| Wolfsberger       | 1–8   | Tottenham         | 1–4      | 0–4      |
| Dínamo de Kiev    | 2–1   | Brugge            | 1–1      | 1–0      |
| Real Sociedad     | 0–4   | Manchester United | 0–4      | 0–0      |
| Benfica           | 3–4   | Arsenal           | 1–1      | 2–3      |
| Estrela Vermelha  | 3–3   | Milan             | 2–2      | 1–1      |
| Antwerp           | 5–9   | Rangers           | 3–4      | 2–5      |
| Slavia Praha      | 2–0   | Leicester         | 0–0      | 2–0      |
| Red Bull Salzburg | 1–4   | Villarreal        | 0–2      | 1–2      |
| Braga             | 1–5   | Roma              | 0–2      | 1–3      |
| Krasnodar         | 2–4   | Dínamo Zagreb     | 2–3      | 0–1      |
| Young Boys        | 6–3   | Bayer Leverkusen  | 4–3      | 2–0      |
| Molde             | 5–3   | Hoffenheim        | 3–3      | 2–0      |
| Granada           | 3–2   | Napoli            | 2–0      | 1–2      |
| Maccabi Tel Aviv  | 0–3   | Shakhtar Donetsk  | 0–2      | 0–1      |
| Lille             | 2–4   | Ajax              | 1–2      | 1–2      |
| Olympiacos        | 5–4   | PSV Eindhoven     | 4–2      | 1–2      |

### Partidas de ida
| 18 de fevereiro de 2021 | Wolfsberger      | 1 – 4     | Tottenham                                            | Lavanttal-Arena, Wolfsberg |
| 18:55                   | Liendl 55' (pen) | Relatório | Son 13' · Bale 28' · Lucas 34' · Carlos Vinícius 88' | Árbitro: TUR Ali Palabıyık |

| 18 de fevereiro de 2021 | Dínamo de Kiev | 1 – 1     | Brugge      | Estádio Olímpico de Kiev, Kiev  |
| 18:55 (19:55 EET)       | Buyalskyi 62'  | Relatório | Mechele 67' | Árbitro: FIN Mattias Gestranius |

| 18 de fevereiro de 2021 | Real Sociedad | 0 – 4     | Manchester United                             | Estádio Anoeta, San Sebastián |
| 18:55                   |               | Relatório | Fernandes 27', 57' · Rashford 65' · James 90' | Árbitro: SUI Sandro Schärer   |

| 18 de fevereiro de 2021 | Benfica         | 1 – 1     | Arsenal  | Estádio da Luz, Lisboa    |
| 21:00 (20:00 WET)       | Pizzi 55' (pen) | Relatório | Saka 57' | Árbitro: TUR Cüneyt Çakır |

| 18 de fevereiro de 2021 | Estrela Vermelha               | 2 – 2     | Milan                                        | Estádio Estrela Vermelha, Belgrado |
| 18:55                   | Kanga 52' (pen) · Pavkov 90+3' | Relatório | Pankov 42' (g.c.) · Theo Hernández 61' (pen) | Árbitro: GRE Tasos Sidiropoulos    |

| 18 de fevereiro de 2021 | Antwerp                                          | 3 – 4     | Rangers                                             | Bosuilstadion, Antuérpia    |
| 21:00                   | Avenatti 45' · Refaelov 45+8' (pen) · Hongla 67' | Relatório | Aribo 39' · Barišić 59' (pen), 90' (pen) · Kent 83' | Árbitro: BUL Georgi Kabakov |

| 18 de fevereiro de 2021 | Slavia Praha | 0 – 0     | Leicester | Estádio Sinobo, Praga    |
| 18:55                   |              | Relatório |           | Árbitro: ITA Marco Guida |

| 18 de fevereiro de 2021 | Red Bull Salzburg | 0 – 2     | Villarreal                  | Red Bull Arena, Wals-Siezenheim |
| 21:00                   |                   | Relatório | Paco Alcácer 41' · Niño 71' | Árbitro: LVA Andris Treimanis   |

| 18 de fevereiro de 2021 | Braga | 0 – 2     | Roma                   | Estádio Municipal de Braga, Braga |
| 18:55 (17:55 WET)       |       | Relatório | Džeko 5' · Mayoral 86' | Árbitro: ROU István Kovács        |

| 18 de fevereiro de 2021 | Krasnodar               | 2 – 3     | Dínamo Zagreb                    | Estádio Krasnodar, Krasnodar    |
| 18:55 (20:55 MSK)       | Berg 28' · Claesson 69' | Relatório | Petković 25', 54' · Atiemwen 75' | Árbitro: POL Bartosz Frankowski |

| 18 de fevereiro de 2021 | Young Boys                                    | 4 – 3     | Bayer Leverkusen            | Stade de Suisse, Berna           |
| 18:55                   | Fassnacht 3' · Siebatcheu 19', 89' · Elia 44' | Relatório | Schick 49', 52' · Diaby 68' | Árbitro: ESP Antonio Mateu Lahoz |

| 18 de fevereiro de 2021 | Molde                                     | 3 – 3     | Hoffenheim                         | Aker Stadion, Molde             |
| 21:00                   | Ellingsen 41' · Andersen 70' · Fofana 74' | Relatório | Dabbur 8', 28' · Baumgartner 45+3' | Árbitro: FRA Stéphanie Frappart |

| 18 de fevereiro de 2021 | Granada                  | 2 – 0     | Napoli | Estádio Nuevo Los Cármenes, Granada |
| 21:00                   | Herrera 19' · Kenedy 21' | Relatório |        | Árbitro: RUS Sergei Karasev         |

| 18 de fevereiro de 2021 | Maccabi Tel Aviv | 0 – 2     | Shakhtar Donetsk         | Estádio Bloomfield, Tel Aviv   |
| 21:00 (22:00 IST)       |                  | Relatório | Patrick 31' · Tetê 90+3' | Árbitro: FRA François Letexier |

| 18 de fevereiro de 2021 | Lille    | 1 – 2     | Ajax                          | Stade Pierre-Mauroy, Villeneuve-d'Ascq |
| 21:00                   | Weah 72' | Relatório | Tadić 87' (pen) · Brobbey 89' | Árbitro: SVK Ivan Kružliak             |

| 18 de fevereiro de 2021 | Olympiacos                                                  | 4 – 2     | PSV Eindhoven   | Estádio Karaiskákis, Pireu  |
| 18:55 (19:55 EET)       | Bouchalakis 9' · M'Vila 37' · El-Arabi 45+2' · Masouras 83' | Relatório | Zahavi 14', 40' | Árbitro: SWE Andreas Ekberg |

### Partidas de volta
| 24 de fevereiro de 2021 | Tottenham                                      | 4 – 0     | Wolfsberger | Tottenham Hotspur Stadium, Londres |
| 18:00 (17:00 GMT)       | Alli 11' · Carlos Vinícius 50', 83' · Bale 73' | Relatório |             | Árbitro: SVN Matej Jug             |

| 25 de fevereiro de 2021 | Brugge | 0 – 1     | Dínamo de Kiev | Estádio Jan Breydel, Bruges   |
| 21:00                   |        | Relatório | Buyalskyi 83'  | Árbitro: SRB Srdjan Jovanović |

| 25 de fevereiro de 2021 | Manchester United | 0 – 0     | Real Sociedad | Old Trafford, Manchester     |
| 21:00 (20:00 GMT)       |                   | Relatório |               | Árbitro: BEL Lawrence Visser |

| 25 de fevereiro de 2021 | Arsenal                           | 3 – 2     | Benfica                              | Emirates Stadium, Londres  |
| 18:55 (17:55 GMT)       | Aubameyang 21', 87' · Tierney 67' | Relatório | Diogo Gonçalves 43' · Rafa Silva 61' | Árbitro: NED Björn Kuipers |

| 25 de fevereiro de 2021 | Milan           | 1 – 1     | Estrela Vermelha  | San Siro, Milão                |
| 21:00                   | Kessié 9' (pen) | Relatório | Ben Nabouhane 24' | Árbitro: ESP Jesús Gil Manzano |

| 25 de fevereiro de 2021 | Rangers                                                                       | 5 – 2     | Antwerp                      | Ibrox Stadium, Glasgow        |
| 18:55 (17:55 GMT)       | Morelos 9' · Patterson 46' · Kent 55' · Barišić 79' (pen) · Itten 90+2' (pen) | Relatório | Refaelov 32' · Lamkel Zé 57' | Árbitro: POL Paweł Raczkowski |

| 25 de fevereiro de 2021 | Leicester | 0 – 2     | Slavia Praha          | King Power Stadium, Leicester |
| 21:00 (20:00 GMT)       |           | Relatório | Provod 49' · Sima 79' | Árbitro: NED Serdar Gözübüyük |

| 25 de fevereiro de 2021 | Villarreal                   | 2 – 1     | Red Bull Salzburg | Estádio de La Cerámica, Villarreal |
| 18:55                   | Gerard Moreno 40', 89' (pen) | Relatório | Berisha 17'       | Árbitro: GER Felix Zwayer          |

| 25 de fevereiro de 2021 | Roma                                         | 3 – 1     | Braga                | Estádio Olímpico de Roma, Roma |
| 21:00                   | Džeko 24' · Carles Pérez 75' · Mayoral 90+1' | Relatório | Cristante 88' (g.c.) | Árbitro: SWE Andreas Ekberg    |

| 25 de fevereiro de 2021 | Dínamo Zagreb | 1 – 0     | Krasnodar | Estádio Maksimir, Zagreb      |
| 21:00                   | Oršić 31'     | Relatório |           | Árbitro: TUR Halil Umut Meler |

| 25 de fevereiro de 2021 | Bayer Leverkusen | 0 – 2     | Young Boys                     | BayArena, Leverkusen      |
| 21:00                   |                  | Relatório | Siebatcheu 48' · Fassnacht 86' | Árbitro: ITA Davide Massa |

| 25 de fevereiro de 2021 | Hoffenheim | 0 – 2     | Molde                      | Rhein-Neckar-Arena, Sinsheim  |
| 18:55                   |            | Relatório | Ulland Andersen 20', 90+5' | Árbitro: BLR Aleksei Kulbakov |

| 25 de fevereiro de 2021 | Napoli                         | 2 – 1     | Granada     | Estádio Diego Armando Maradona, Nápoles |
| 18:55                   | Zieliński 3' · Fabián Ruiz 59' | Relatório | Montoro 25' | Árbitro: GER Daniel Siebert             |

| 25 de fevereiro de 2021 | Shakhtar Donetsk        | 1 – 0     | Maccabi Tel Aviv | Estádio Olímpico de Kiev, Kiev  |
| 18:55 (19:55 EET)       | Júnior Moraes 67' (pen) | Relatório |                  | Árbitro: ESP José María Sánchez |

| 25 de fevereiro de 2021 | Ajax                     | 2 – 1     | Lille                  | Johan Cruijff Arena, Amsterdã |
| 18:55                   | Klaassen 15' · Neres 88' | Relatório | Yusuf Yazıcı 78' (pen) | Árbitro: SCO William Collum   |

| 25 de fevereiro de 2021 | PSV Eindhoven   | 2 – 1     | Olympiacos       | Philips Stadion, Eindhoven  |
| 21:00                   | Zahavi 23', 44' | Relatório | Ahmed Hassan 88' | Árbitro: FRA Clément Turpin |

## Oitavas-de-final
O sorteio foi realizado no dia 26 de fevereiro de 2021. As partidas de ida serão disputadas no dia 11 de março e as partidas de volta no dia 18 de março de 2021.
| Equipe 1          | Total | Equipe 2         | 1.º jogo | 2.º jogo  |
| ----------------- | ----- | ---------------- | -------- | --------- |
| Ajax              | 5–0   | Young Boys       | 3–0      | 2–0       |
| Dínamo de Kiev    | 0–4   | Villarreal       | 0–2      | 0–2       |
| Roma              | 5–1   | Shakhtar Donetsk | 3–0      | 2–1       |
| Olympiacos        | 2–3   | Arsenal          | 1–3      | 1–0       |
| Tottenham         | 2–3   | Dínamo Zagreb    | 2–0      | 0–3 (pro) |
| Manchester United | 2–1   | Milan            | 1–1      | 1–0       |
| Slavia Praha      | 3–1   | Rangers          | 1–1      | 2–0       |
| Granada           | 3–2   | Molde            | 2–0      | 1–2       |

### Partidas de ida
| 11 de março de 2021 | Ajax                                     | 3 – 0     | Young Boys | Johan Cruijff Arena, Amsterdã |
| 18:55               | Klaassen 62' · Tadić 82' · Brobbey 90+2' | Relatório |            | Árbitro: ITA Marco Guida      |

| 11 de março de 2021 | Dínamo de Kiev | 0 – 2     | Villarreal              | Estádio Olímpico de Kiev, Kiev |
| 18:55 (19:55 EET)   |                | Relatório | Torres 30' · Albiol 52' | Árbitro: ENG Michael Oliver    |

| 11 de março de 2021 | Roma                                           | 3 – 0     | Shakhtar Donetsk | Estádio Olímpico de Roma, Roma |
| 21:00               | Pellegrini 23' · El Shaarawy 73' · Mancini 77' | Relatório |                  | Árbitro: POR Artur Dias        |

| 11 de março de 2021 | Olympiacos   | 1 – 3     | Arsenal                                 | Estádio Karaiskákis, Pireu  |
| 21:00 (22:00 EET)   | El-Arabi 58' | Relatório | Ødegaard 34' · Gabriel 80' · Elneny 85' | Árbitro: GER Daniel Siebert |

| 11 de março de 2021 | Tottenham     | 2 – 0     | Dínamo Zagreb | Tottenham Hotspur Stadium, Londres |
| 21:00 (20:00 GMT)   | Kane 25', 70' | Relatório |               | Árbitro: NED Serdar Gözübüyük      |

| 11 de março de 2021 | Manchester United | 1 – 1     | Milan      | Old Trafford, Manchester   |
| 18:55 (17:55 GMT)   | Diallo 50'        | Relatório | Kjær 90+2' | Árbitro: SVN Slavko Vinčić |

| 11 de março de 2021 | Slavia Praha | 1 – 1     | Rangers      | Estádio Sinobo, Praga       |
| 18:55               | Stanciu 7'   | Relatório | Helander 36' | Árbitro: ROU Ovidiu Haţegan |

| 11 de março de 2021 | Granada                  | 2 – 0     | Molde | Estádio Nuevo Los Cármenes, Granada |
| 21:00               | Molina 26' · Soldado 76' | Relatório |       | Árbitro: POL Paweł Raczkowski       |

### Partidas de volta
| 18 de março de 2021 | Young Boys | 0 – 2     | Ajax                        | Stade de Suisse, Berna    |
| 21:00               |            | Relatório | Neres 21' · Tadić 49' (pen) | Árbitro: SCO Bobby Madden |

| 18 de março de 2021 | Villarreal             | 2 – 0     | Dínamo de Kiev | Estádio de La Cerámica, Villarreal |
| 21:00               | Gerard Moreno 13', 36' | Relatório |                | Árbitro: SWE Andreas Ekberg        |

| 18 de março de 2021 | Shakhtar Donetsk  | 1 – 2     | Roma             | Estádio Olímpico de Kiev, Kiev   |
| 18:55 (19:55 EET)   | Júnior Moraes 59' | Relatório | Mayoral 48', 72' | Árbitro: ESP Antonio Mateu Lahoz |

| 18 de março de 2021 | Arsenal | 0 – 1     | Olympiacos   | Emirates Stadium, Londres            |
| 18:55 (17:55 GMT)   |         | Relatório | El-Arabi 51' | Árbitro: ESP Carlos del Cerro Grande |

| 18 de março de 2021 | Dínamo Zagreb        | 3 – 0 (pro) | Tottenham | Estádio Maksimir, Zagreb  |
| 18:55               | Oršić 62', 83', 106' | Relatório   |           | Árbitro: ITA Davide Massa |

| 18 de março de 2021 | Milan | 0 – 1     | Manchester United | San Siro, Milão          |
| 21:00               |       | Relatório | Pogba 49'         | Árbitro: GER Felix Brych |

| 18 de março de 2021 | Rangers | 0 – 2     | Slavia Praha               | Ibrox Stadium, Glasgow      |
| 21:00 (20:00 GMT)   |         | Relatório | Olayinka 14' · Stanciu 74' | Árbitro: ISR Orel Grinfeeld |

| 18 de março de 2021 | Molde                                 | 2 – 1     | Granada     | Aker Stadion, Molde           |
| 18:55               | Vallejo 29' (g.c.) · Hestad 90' (pen) | Relatório | Soldado 72' | Árbitro: SRB Srdjan Jovanović |

## Quartas de final
O sorteio das quartas de final foi realizado no dia 19 de março de 2021. As partidas de ida serão disputadas no dia 8 de abril e as partidas de volta seriam disputadas no dia 15 de abril de 2021.
| Equipe 1      | Total | Equipe 2          | 1.º jogo | 2.º jogo |
| ------------- | ----- | ----------------- | -------- | -------- |
| Granada       | 0–4   | Manchester United | 0–2      | 0–2      |
| Arsenal       | 5–1   | Slavia Praha      | 1–1      | 4−0      |
| Ajax          | 2–3   | Roma              | 1–2      | 1–1      |
| Dínamo Zagreb | 1–3   | Villarreal        | 0–1      | 1−2      |

### Partidas de ida
| 8 de abril de 2021 | Granada | 0 – 2     | Manchester United                        | Estádio Nuevo Los Cármenes, Granada |
| 21:00              |         | Relatório | Rashford 31' · Bruno Fernandes 90' (pen) | Público: 0 Árbitro: POR Artur Dias  |

| 8 de abril de 2021 | Arsenal  | 1 – 1     | Slavia Praha | Emirates Stadium, Londres              |
| 21:00 (20:00 BST)  | Pépé 86' | Relatório | Holeš 90+4'  | Público: 0 Árbitro: SWE Andreas Ekberg |

| 8 de abril de 2021 | Ajax         | 1 – 2     | Roma                        | Johan Cruijff Arena, Amsterdã          |
| 21:00              | Klaassen 39' | Relatório | Pellegrini 57' · Ibañez 87' | Público: 0 Árbitro: RUS Sergei Karasev |

| 8 de abril de 2021 | Dínamo Zagreb | 0 – 1     | Villarreal       | Estádio Maksimir, Zagreb               |
| 21:00              |               | Relatório | Moreno 44' (pen) | Público: 0 Árbitro: GER Daniel Siebert |

### Partidas de volta
| 15 de abril de 2021 | Manchester United       | 2 – 0     | Granada | Old Trafford, Manchester              |
| 21:00 (20:00 BST)   | Cavani 6' · Vallejo 90' | Relatório |         | Público: 0 Árbitro: HUN István Kovács |

| 15 de abril de 2021 | Slavia Praha | 0 – 4     | Arsenal                                        | Eden Arena, Praga                    |
| 21:00               |              | Relatório | Pépé 18' · Lacazette 21' (pen), 77' · Saka 24' | Público: 0 Árbitro: TUR Cüneyt Çakır |

| 15 de abril de 2021 | Roma      | 1 – 1     | Ajax        | Estádio Olímpico de Roma, Roma         |
| 21:00               | Džeko 72' | Relatório | Brobbey 49' | Público: 0 Árbitro: ENG Anthony Taylor |

| 15 de abril de 2021 | Villarreal                    | 2 – 1     | Dínamo Zagreb | Estádio de La Cerámica, Villarreal     |
| 21:00               | Paco Alcácer 36' · Moreno 43' | Relatório | Oršić 74'     | Público: 0 Árbitro: NED Danny Makkelie |

## Semifinais
O sorteio das semifinais foi realizado no dia 19 de março de 2021, junto com o sorteio das quartas de final. As partidas de ida serão disputadas no dia 29 de abril e as partidas de volta seriam disputadas no dia 6 de maio de 2021.
| Equipe 1          | Total | Equipe 2 | 1.º jogo | 2.º jogo |
| ----------------- | ----- | -------- | -------- | -------- |
| Manchester United | 8–5   | Roma     | 6–2      | 2–3      |
| Villarreal        | 2–1   | Arsenal  | 2–1      | 0–0      |

### Partidas de ida
| 29 de abril de 2021 | Manchester United                                                           | 6 – 2     | Roma                             | Old Trafford, Manchester                        |
| 21:00 (20:00 BST)   | Bruno Fernandes 9', 71' (pen) · Cavani 48', 64' · Pogba 75' · Greenwood 86' | Relatório | Pellegrini 15' (pen) · Džeko 33' | Público: 0 Árbitro: ESP Carlos del Cerro Grande |

| 29 de abril de 2021 | Villarreal                | 2 – 1     | Arsenal        | Estádio de La Cerámica, Villarreal   |
| 21:00               | Trigueros 5' · Albiol 29' | Relatório | Pépé 73' (pen) | Público: 0 Árbitro: POR Artur Manuel |

### Partidas de volta
| 6 de maio de 2021 | Roma                                        | 3 – 2     | Manchester United | Estádio Olímpico de Roma, Roma      |
| 21:00             | Džeko 57' · Cristante 60' · Alex Telles 83' | Relatório | Cavani 39', 68'   | Público: 0 Árbitro: GER Felix Brych |

| 6 de maio de 2021 | Arsenal | 0 – 0     | Villarreal | Emirates Stadium, Londres             |
| 21:00 (20:00 BST) |         | Relatório |            | Público: 0 Árbitro: SVN Slavko Vinčić |

## Final
A final será disputada no dia  26 de maio de 2021 Stadion Energa Gdańsk, em Gdansk, Polônia. O sorteio foi realizado no dia 19 de março de 2021, junto com o sorteio das quartas de final e da semifinal, para determinar a "equipe mandante" por motivos administrativos.
| 26 de maio de 2021 | Villarreal | 1 – 1 | Manchester United | Stadion Energa Gdańsk, Gdansk |
| 21:00              | Moreno 29' |       | Cavani 55'        | Árbitro: FRA Clément Turpin   |

|                                                                                     |   | Penalidades                                                      |  |
| Moreno Dani Paco Alcácer Alberto Dani Parejo Moi Gómez Albiol Coquelan Mario Gaspar | − | Mata Alex Telles Bruno Fernandes Rashford Cavani Fred James Shaw |  |